# Hwang
Hwang (tiếng Hàn Quốc: 황) là một họ trong tiếng Hàn Quốc. Dòng họ này trong lịch sử được biết đến là bắt nguồn từ dòng họ Hoàng của Trung Quốc. Ngày nay, người họ Hwang chiếm khoảng 1,4% dân số Hàn Quốc. Điều tra dân số Hàn Quốc năm 2000 cho thấy có 644.294 người họ Hwang với hơn 68 gia tộc, khiến dòng họ này trở thành dòng họ phổ biến thứ 16 tại quốc gia này. Ngoài ra ước tính có hơn 29.410.000 cá nhân có họ là các biến thể của từ "Huang", bao gồm cả "Hwang" ở Hàn Quốc, "Huang" ở Trung Quốc và "Hoàng" ở Việt Nam. Ký tự Trung Quốc, hay Hanja, cho từ Hwang có nghĩa là "vàng" hoặc "lưu huỳnh".

## Lịch sử
Họ Hwang của Hàn Quốc bắt nguồn từ một vị đại sứ ngoại giao của Trung Quốc vốn được cử sang Việt Nam, tên là Hwang Rak (황락, 黃洛). Theo lịch sử ghi lại, Hwang Rak đã bị lạc trên biển trong chuyến đi từ Trung Quốc đến Việt Nam vào năm 28 sau công nguyên, thay vì đến Việt Nam ông ta đã đến Hàn Quốc dưới triều đại Silla. Hwang Rak đến một nơi ở Hàn Quốc có tên là Pyeong-Hae (평해, 平 海), hiện nay nằm ở phía đông của tỉnh GyeongSang-BukDo, Hàn Quốc. Khi định cư lại Pyeong-Hae, Hwang Rak đã nhập tịch với tư cách là công dân Silla và trở thành người họ Hwang đầu tiên tại Hàn Quốc. Ngôi mộ của ông được đặt tại GulMi-Bong (봉, 峰, peak), 423-8 BunJi, Wolsong-Ri, PyeongHae-Eub, WolJin-Kun, KyeongSang-BukDo, Hàn Quốc. Nhưng hiện tại chỉ còn lại dấu tích.
Trước khi qua đời, Hwang-Rak có ba người con trai tên là Gab-Go (갑고, 甲), Eul-Go (을고, 乙) và Byung-Go (古). Gab-Go, người con cả đã ở lại Pyeong-Hea, sau này hình thành nhánh chính của dòng họ Hwang, gia tộc Hwang Pyeong-Hea. Người con thứ hai, Eul-Go, được cho là đã định cư tại Jang-Su, là thủy tổ của gia tộc Hwang Jang-Su. Người con trai thứ ba, Byung-Go, được cho là đã định cư tại Chang-Won, trở thành thủy tổ của gia tộc Hwang Chang-Won. Những cuộc di cư của hai người con thứ đã dẫn đến việc hình thành ba gia tộc lớn của dòng họ Hwang.

## Các gia tộc
- Gia tộc Hwang Changwon, 252.814 thành viên
- Gia tộc Hwang Jangsu, 146.575 thành viên
- Gia tộc Hwang Pyeonghea, 137.150 thành viên
- Gia tộc Hwang Hoideok, 7.393 thành viên
- Gia tộc Hwang Sangju, 7.031 thành viên
- Gia tộc Hwang Deoksan, 3.364 thành viên
- Gia tộc Hwang Jeaahn, 2.752 thành viên
- Gia tộc Hwang Hangjoo, 402 thành viên

Tất cả số liệu đều được lấy từ cuộc điều tra dân số năm 2000 của Hàn Quốc.
Cho đến ngày nay, ba nhánh chính của dòng họ Hwang là Chang-Won, Jang-Su và Pyeonghae vẫn là những gia tộc có số lượng thành viên lớn nhất trong số 55 gia tộc họ Hwang.

## Những người đáng chú ý
- Hwang Chan-sung – ca sĩ Hàn Quốc
- Hwang Chi-yeul – ca sĩ Hàn Quốc
- Hwang Eun-bi, nghệ danh SinB – ca sĩ Hàn Quốc
- David Henry Hwang – nhà biên kịch Mỹ
- Hwang Jung-eum – diễn viên, ca sĩ Hàn Quốc
- Hwang Jung-eun – tác giả Hàn Quốc
- Hwang Kwang Hee – ca sĩ Hàn Quốc
- Hwang Jae-hun – cầu thủ Hàn Quốc
- Hwang Min-hyun – ca sĩ Hàn Quốc
- Hwang Seung-eon – diễn viên Hàn Quốc
- Hwang Sok-yong – tác giả Hàn Quốc
- Hwang Sun-hong – cầu thủ Hàn Quốc
- Hwang Sun-hee – diễn viên Hàn Quốc
- Hwang Sun-won – tác giả Hàn Quốc
- Lexy – ca sĩ Hàn Quốc